# Iryna Pamialova
Iryna Pamialova, née le 5 avril 1990 à Jodzina, est une kayakiste biélorusse.

## Biographie
Aux Jeux olympiques d'été de 2012 à Londres, elle est médaillée de bronze de kayak à quatre en ligne 500 m avec Volha Khudzenka, Nadzeya Papok et Maryna Pautar.